# VOX (телеканал)
VOX (произносится «Фокс») — коммерческий телеканал Германии со штаб-квартирой в Кёльне. Входит в состав RTL Group. Вещание распространяется на территории Австрии и Швейцарии.

## Контент телеканала
В эфире телеканала преобладают популярные американские драматические и криминальные телесериалы, а также и сериалы других стран (например, европейские и австралийские сериалы) и художественные фильмы. Также на канале можно увидеть множество аниме, телепередач о животных и различные кулинарные шоу.
В эфире канала лишь короткие 5-минутные новостные выпуски утром и 20-минутный вечерний обзор (VOX Nachrichten). По выходным дням на канале и вовсе не показываются новостные передачи.
С 2010 года на канале выходит немецкий аналог популярного кастинг-шоу «X Factor».

## Вещание
Доступен:
- В большинстве крупных городов Германии через DVB-T и IPTV, ранее через аналоговое кабельное телевидение, в Куксхафене, Берлине, Котбусе, Мюнстере, Хамме, Дортмунде, Билефельде, Киле и Дрездене через аналоговый UHF
- В большинстве стран Европы через DVB-S, ранее через аналоговый SHF